# Emydocephalus annulatus
Emydocephalus annulatus é uma espécie de serpente marinha que pode ser encontrada nas águas da Oceania perto da Austrália e algumas ilhas do Pacífico, como as Filipinas e as Ilhas Loyalty da Nova Caledônia. A distribuição geográfica é esporádica; por exemplo, com populações distribuídas perto das costas oriental e ocidental da Austrália na Grande Barreira de Corais e recifes no Mar de Timor, respectivamente. No entanto, não ocorrem no Golfo de Carpentária na costa norte. Etimologicamente, o nome científico desta cobra significa 'cabeça de tartaruga anelada'.

## Descrição
É uma serpente de tamanho médio, esbelta, de cabeça romba e de cor variada. Um espécime pode apresentar apenas uma cor ou pode ter padrões de faixas brancas e amarelas com anéis escuros. As escamas no topo da cabeça são grandes, regulares e inteiras. A escama rostral na ponta do focinho é cônica e a segunda das três escamas supralabiais é a maior. O corpo possui 15 a 17 fileiras de escamas lisas sobrepostas. Possui 125–145 escamas ventrais, uma única escama anal e 20–33 escamas subcaudais individuais. Pode crescer até aos 103 cm de comprimento.
Pode crescer até 103 cm de comprimento.
A cor de um exemplar desta cobra afeta a quantidade de algas que crescem no seu corpo. Um espécime mais escuro e de cor monótona tem um nível mais baixo de acúmulo de algas do que uma variedade mais clara e padronizada. O peso adicional das algas afeta a velocidade da cobra, reduzindo-a em até 20%. Observou-se que aqueles indivíduos cujas habilidades locomotoras foram afetadas tendem a ser mais inativos e optam por se esconder entre os corais, enquanto aqueles com poucas algas são mais ativos na busca por alimento. No entanto, a inatividade não afeta a sua taxa de sobrevivência; cobras de cores mais claras não tinham maior probabilidade de sobreviver do que cobras de cores mais escuras.
Como há casos de melanismo nesta espécie, alguns estudos sugeriram que os indivíduos melânicos eram mais frequentes em áreas poluídas e que poderiam acumular e eliminar vestígios de metais tóxicos nas escamas da pele durante a muda. (Veja também melanismo industrial).

## Hábitos alimentares
Curiosamente, Emydocephalus é a única serpente marinha que não possue dentes palatais. Diferentemente dos hábitos de busca por comida observados noutras serpentes, esta espécie tende a fazer comidas menores e mais frequentes em vez de capturar presas maiores e com menor frequência. Alimenta-se só de ovos de peixes; concretamente, os ovos de peixes de fundo que estão pousados no substrato, como as damiselas, blenios, e gobios. Quanto maior é a serpente, mais provavel é que se alimente de ovos de damiselas, que estão em áreas expostas, em vez de ovos de blénios e gobios, que son depositados en fisuras estreitas.
As populações de E. annulatus costumam permanecer no mesmo local e raramente se movem entre territórios; tendem a ser sedentários. Isto poderia estar relacionado com a memória espacial das serpentes e a sua capacidade para lembrar onde estão localizados os ninhos. Se permanecem na mesma área, então as serpentes podem alimentar-se regularmente nos mesmos sitios.
A estatégia de alimentação de Emydocephalus foi comparada com a dum mamífero que pasta. Este método atípico de alimentar-se é prova duma grande radiação adaptativa das serpentes.

## Hábitos de acasalamento
As cobras terrestres usam feromônios para localizar parceiros sexuais em potencial, e um macho geralmente rastreia o cheiro da fêmea por grandes distâncias. No entanto, isso não é possível no ambiente aquático desta cobra marinha. Em vez disso, E. annulatus usa métodos visuais para encontrar um parceiro. Isso inclui o tamanho, o movimento e o padrão de cor do objeto que atrai a sua atenção. Depois de localizar as fêmeas, as línguas dos machos precisam coletar os feromônios lipídicos da pele das fêmeas para que os machos continuem o cortejo e o acasalamento.
Essas cobras marinhas são sexualmente dimórficas: as fêmeas desta espécie são maiores que os machos,
 e a rugosidade das escamas também é muito maior em machos do que nas fêmeas.

## Conservação
Nos últimos anos, foi relatado um declínio sustentado nas populações ao redor do atol da Nova Caledônia. Em 2003, voluntários avistaram uma média de mais de seis cobras por dia em mergulho livre num recife de coral protegido no atol, número que diminuiu para menos de 2 por dia em 2011. Em 2006, estudos semelhantes foram realizados no recife Ashmore, no norte da Austrália, que também mostraram um declínio na população. A causa do declínio não é clara em ambos os casos, embora os autores de ambos os estudos atribuam isso à interferência humana, à degradação do habitat devido ao turismo, ao branqueamento de corais e à complexidade do habitat e da dieta.